# Михайло Тиша
Михайло Тиша (укр. Михайло Тиша; годы рождения и смерти — неизвестны) — украинский военный и государственный деятель XVII века, полковник Звягельского казацкого полка.
Накануне 1648 года Михаило Тиша был скорняком в городе Звягель (ныне Новоград-Волынский, Житомирской области Украины). В 1648 году в первые месяцы восстания Хмельницкого на Волыни собрал в Звягеле полк народного ополчения из мещан и жителей близлежащих сëл, которое в июле овладело городским замком и костëлом.
Во время похода Богдана Хмельницкого в Замостье в 1648 году был Звягельским сотником Волынского (Звягельского) полка. В феврале 1649 года Михаил Тиша стал Волынским (Звягельским) полковником, заслужив доверие гетмана Войска Запорожского.
Затем полк Михаила Тиши подчинил себе сëла Богатое, Великий Молодьков, Пилиповичи и Ярунь (теперь это села Новоград-Волынского района на западе Житомирской области Украины).
Вслед за тем Тиша организовал несколько удачных рейдов 1648—1649 гг. вглубь Волынского воеводства, в том числе и в Луцк.
В 1649 году полк дважды выступал походом на Острог — одну из самых прочных польских крепостей на Волыни. 24 января 1649 казаки Звягельского полка под руководством полковника М. Тиши освободили г. Острог. Об этом событии сохранились данные в дневнике польского дипломата В. Мясковского.
Захватил и удерживал также Ровно, Клевань, Олыку.
Во время наступления польских войск в июне 1649 года М. Тиша возглавил оборону Звягеля. Однако Звягель пришлось оставить, и полк Михаила Тиши отступил на соединение с главным украинским войском, двигавшимся на Збараж.
В чине казацкого полковника участвовал в сражении запорожского войска под начальством гетмана Богдана Хмельницкого и его союзников крымских татар во главе с ханом Ислам-Гиреем III с окружённым под Збаражем польским войском с 30 июня по 12 августа 1649 года, известном как Осада Збаража.